# Coniothyrium minitans
Coniothyrium minitans (W.A. Campb., 1947) è un fungo micoparassita che attacca le ife e gli sclerozi di funghi appartenenti ai generi Sclerotium e  Sclerotinia e per questo impiegato nella lotta biologica.
È stato descritto per la prima volta nel 1947, in California, su sclerozi di Sclerotinia sclerotiorum, in seguito a studi condotti su piante attaccate da marciume del colletto.

## Biologia ed ecologia
Il Coniothyrium minitans è un fungo comune in natura e con distribuzione cosmopolita. Viene impiegato nella lotta biologica contro funghi appartenenti ai generi Sclerotinia e Sclerotium, dei quali è micoparassita obbligato. Può colpire anche alcuni ceppi di Botrytis cinerea.
Le spore  germinano nel suolo umido con temperature comprese tra 5 e 25 °C. Le condizioni ideali sono rappresentate da saturazione in acqua del terreno del 60 – 70% e temperature comprese tra 10 e 25 °C.  Al di sopra dei 30 °C la crescita del micelio è bloccata. Può sopravvivere alcuni anni nel suolo, ed è stato associato con lo sviluppo di terreni repressivi verso sclerotinia.
Il micelio di Coniothyrium minitans cresce alla ricerca di sclerozi attratto dagli essudati radicali emessi dalla pianta ospite e dal patogeno stesso. Inizialmente penetra attraverso le cellule corticali dello sclerozio, successivamente le ife proliferano all'interno dello sclerozio formando picnidi sulla superficie dello stesso. Dopo qualche settimana dall'attacco gli sclerozi parassitizzati si disgregano. Le spore assessuate vengono prodotte all'interno di una struttura di un corpo fruttifero detto picnidio. I picnidi crescono sia sulla superficie che all'interno dello sclerozio attaccato. Possono persistere negli sclerozi distrutti fino ad un anno.
Le  piogge  favoriscono la distribuzione verticale (non oltre 2 cm) del fungo tramite la percolazione dell'acqua attraverso i pori del terreno; gli schizzi d'acqua ne permettono altresì il movimento orizzontale.
Anche la fauna del suolo svolge un ruolo importante per la dispersione dei propaguli di Coniothyrium minitans : alcuni ditteri sciaridi oltre a contribuire alla disgregazione degli sclerozi di sclerotinia aumentano la distribuzione del micoparassita; la stessa azione viene svolta anche da acari, collemboli, lumache e chiocciole e altri artropodi del suolo.

## Modalità di azione e potenzialità applicative
Coniothyrium minitans può colpire sia le ife che gli sclerozi del patogeno sia per semplice pressione sulle pareti cellulari sia per una combinazione di pressione ed azione enzimatica esercitata da glucanasi e chitinasi.

### Attacco alle ife
L'austorio di Coniothyrium minitans attacca le ife di sclerotinia tramite rottura della parete cellulare e penetrazione nel citoplasma provocandone il collasso. La rottura della parete è causata dallìa azione di endo ed eso beta 1-3 glucanasi e chitinasi che causano la lisi delle pareti cellulari delle ife del patogeno.

### Infezione agli sclerozi
Le ife di Coniothyrium minitans penetrano gli sclerozi attraverso rotture già presenti sugli stessi o per lisi delle cellule corticali dello sclerozio. A questo punto cresce sia intra che intercellularmente; anche in questo caso è coinvolta la produzione dei enzimi.

### Impiego in agricoltura
In agricoltura è impiegato tramite applicazione al terreno per la lotta ai funghi patogeni appartenenti ai generi Sclerotinia e Sclerotium. In particolare risulta attivo contro:
- Sclerotinia sclerotiorum
- Sclerotinia trifoliorum
- Sclerotium cepivorum
- Sclerotinia minor

L'attività del microrganismo è rivolta essenzialmente agli sclerozi del patogeno, pertanto se si manifestano sintomi sulla parte aerea della pianta non si riscontrano risultati apprezzabili nel contenimento della malattia, anche se esistono studi relativi alla'applicazione fogliare.
Considerando anche la più lenta crescita del micelio di C. minitans rispetto a sclerotinia, l'applicazione del biofungicida deve essere effettuata sui residui della vegetazione al termine del ciclo colturale precedente, almeno 2 -3 mesi prima dell'attacco da parte del patogeno.
L'applicazione viene effettuata al terreno mediante i normali strumenti impiegati per la distribuzione dei fitofarmaci; in seguito è indispensabile incorporare il biofungicida al terreno con una lavorazione. Nei casi di coltivazione a ciclo continuo, come le lattughe in serra, può essere applicato a dosi ridotte al termine di ogni ciclo produttivo.
L'applicazione di fungicidi chimici alla parte aerea non ostacola l'attività di Coniothyrium minitans.

## Sicurezza dell'impiego
I formulati commerciali a base di Coniothyrium minitans vengono incorporati direttamente al terreno, in genere 2 – 3 mesi prima del trapianto della coltura oppure alla semina. È quindi escluso l'impiego direttamente sulla coltura, pertanto non si riscontrano residui sul prodotto finale.
Inoltre non produce micotossine, la tossicità sull'uomo, sugli animali e sugli insetti utili è nulla e non vi sono pericoli per l'operatore durante la distribuzione del prodotto. Anche la pericolosità per l'ecosistema è nulla.